# Canarium tonkinense
Canarium tonkinense är en tvåhjärtbladig växtart som beskrevs av Engler och André Guillaumin. Canarium tonkinense ingår i släktet Canarium och familjen Burseraceae. Inga underarter finns listade i Catalogue of Life.